# Raymond Cicci
Raymond Cicci est un footballeur français né le 11 août 1929 à Audun-le-Tiche (Moselle) et mort le 20 février 2012 à Agde (Hérault). Il a fait l'essentiel de sa carrière comme milieu de terrain au Stade de Reims. Il mesurait 1,70 m pour 69 kg.
Après sa carrière, il fut entraineur du Racing Club Agathois, puis éducateur sportif à Agde (Hérault).

## Carrière de joueur
- 1948-1951 :  USB Longwy
- 1951-1957 :  Stade de Reims (165 matches et 6 buts en Division I)
- 1957-1961 :  Limoges FC (57 matches et 2 buts en Division I)[2]

## Carrière d'entraîneur
Entraîneur du Vélo Sport Chartrain[réf. nécessaire]
- 1969-1973 :  RC Agde

## Palmarès
- International A (1 sélection en 1953 contre le Luxembourg, 1 but)
- Champion de France en 1953 et 1955
- Vainqueur de la Coupe Latine en 1953
- 222 matches (et 8 buts) en Championnat de France Division I